# Jarahorato
Jarahorato (also: Dzharakhorato, Jaaraahorato, Jaarrahorrato) ist ein Dorf im Nordwesten der Region (gobolka) Awdal in Somaliland.

## Geographie
Die Siedlung Jarahorato liegt im Hochland auf ca. 1570 m, unweit der Grenze zu Äthiopien im Westen (ca. 3 km) und nördlich des Administrativen Zentrums Dilla in Awdal. Mehrere kleine Siedlung liegen zusammen in einem Wadi gleichen Namens. Im Norden fällt das Gelände ab zu den Bergen Buuraha Caano Dhowe (1558 m) und Buur Biniinbaale (1642 m).
Im Umkreis liegen außerdem die Siedlungen Dara Woha (Dara Ouaha, Dara Waha; NW), Walaalgo (Ualal’go; W), Tulicagaagto (Tuliagagto; S) mit Tulli an der Regional Road 1. Im Osten ist es nicht weit bis zur Grenze der Region Woqooyi Galbeed.
Im Ort gibt es die Schule Dharar Waxar.

## Geschichte
Lokale Überlieferungen berichten, dass der Name des Ortes auf einen legendären König und seine Königin zurückgeht, die das Land vor der Eroberung durch die Somali regierten. Es heißt der König hatte den Namen „Jara“ und seine Frau den Namen „Horato“.

## Demographie
Der Ort wird ausschließlich von Mohamuud Nuur, einem Clan der Reer Nuur von den Gadabuursi bewohnt.
I.M. Lewis (1982) berichtet, dass die Reer Mohamuud Nuur seit ca. 1911 in Jarahorato siedeln:

„Von den Gadabuursi Reer Mahammad Nuur, zum Beispiel, wird erzählt, dass sie 1911 begannen Jara Horoto zu kultivieren, im Osten der heutigen Stadt Borama.“

## Klima
Nach dem Köppen-Geiger-System zeichnet sich Jarahorato durch ein heißes Steppen-Klima mit der Kurzbezeichnung BSh aus.